# Bisbat de Springfield in Massachusetts
El bisbat de Springfield (anglès: Diocese of Springfield in Massachusetts; llatí: Dioecesis Campifontis) és una seu de l'Església catòlica als Estats Units, sufragània de l'arquebisbat de Boston.
Al 2022 comptava amb 160.000 batejats d'un total de 826.188 habitants. Actualment està regida per l'bisbe William Draper Byrne.

## Territori
La diòcesi comprèn 4 comtats a Massachusetts: Berkshire, Franklin, Hampden i Hampshire.
La seu episcopal és la ciutat d'Springfield, on es troba la catedral de Sant Miquel.
El territori s'estén sobre 7.306 km² i està dividit en 77 parròquies

## Història

### De 1700 a 1870
Abans de la Revolució Americana, la província britànica de la badia de Massachusetts, que incloïa la zona de Springfield, va promulgar lleis que prohibien la pràctica del catolicisme a la colònia. Fins i tot era il·legal que un sacerdot hi residís. Per obtenir el suport dels catòlics per a la lluita contra els britànics, els líders colonials es van veure obligats a promulgar la llibertat religiosa per als catòlics el 1780.
Després que la Revolució acabés el 1783, el papa Pius VI va prendre mesures per retirar els catòlics americans de la jurisdicció de la diòcesi de Londres. Va erigir el 1784 la Prefectura Apostòlica dels Estats Units, que abastava tot el territori de la nova nació. Pius VI va crear la diòcesi de Baltimore, la primera diòcesi dels Estats Units, per substituir la prefectura apostòlica el 1789.
El papa Pius VII va erigir la diòcesi de Boston el 1808, separant tota Nova Anglaterra de la diòcesi de Baltimore. La regió occidental de Massachusetts continuaria formant part de la diòcesi de Boston durant els següents 62 anys. El 1830, es va fundar l'església de Sant Josep a Springfield; va ser la primera església catòlica de l'oest de Massachusetts.

### De 1870 a 1920
El 14 de juny de 1870, el papa Pius IX va erigir la diòcesi de Springfield. Va eliminar els comtats de Berkshire, Franklin, Hampden, Hampshire i Worcester de la diòcesi de Boston, convertint la nova diòcesi en sufragània de l'arxidiòcesi de Nova York. Pius IX va nomenar el reverend Patrick O'Reilly de la diòcesi de Boston com a primer bisbe de la nova diòcesi.
Durant el temps d'O'Reilly com a bisbe, la població catòlica de la diòcesi va augmentar de 90.000 a 200.000; els seus sacerdots de 43 a 196; les seves religioses de 12 a 321. O'Reilly va posar les primeres pedres de gairebé 100 esglésies, escoles i altres edificis. Va establir un hospital a Holyoke que va ser gestionat per les Germanes de la Providència i va obrir orfenats a Holyoak i Worcester. O'Reilly va persuadir les Germanes de la Caritat i les Germanes de Notre Dame de Namur perquè establissin congregacions a la diòcesi. El . Mercy Hospital de Springfield es va desenvolupar a partir de la missió de les Germanes de la Providència de Sant Vicenç de Paül.
El 1875, Pius IX va elevar la diòcesi de Boston al rang d'arxidiòcesi. Va transferir la diòcesi de Springfield de l'arxidiòcesi de Nova York a la nova arxidiòcesi. O'Reilly va morir el 28 de maig de 1892. El papa Lleó XIII va nomenar el reverend Thomas Beaven com a substitut d'O'Reilly.
A més de parròquies franceses i irlandeses, Beaven va establir esglésies a la diòcesi per a catòlics polonesos, italians, lituans , eslovacs i de ritu maronita. Durant el seu mandat, va obrir la Beaven-Kelly Home per a homes grans; una llar per a nadons abandonats; hospitals a Worcester, Springfield, Montague i Adams; orfenats a Holyoke, Worcester i Leicester; una Casa del Bon Pastor a Springfield; i residències per a dones solteres treballadores en molts llocs. Beaven va morir el 1920.

### De 1920 a 1950

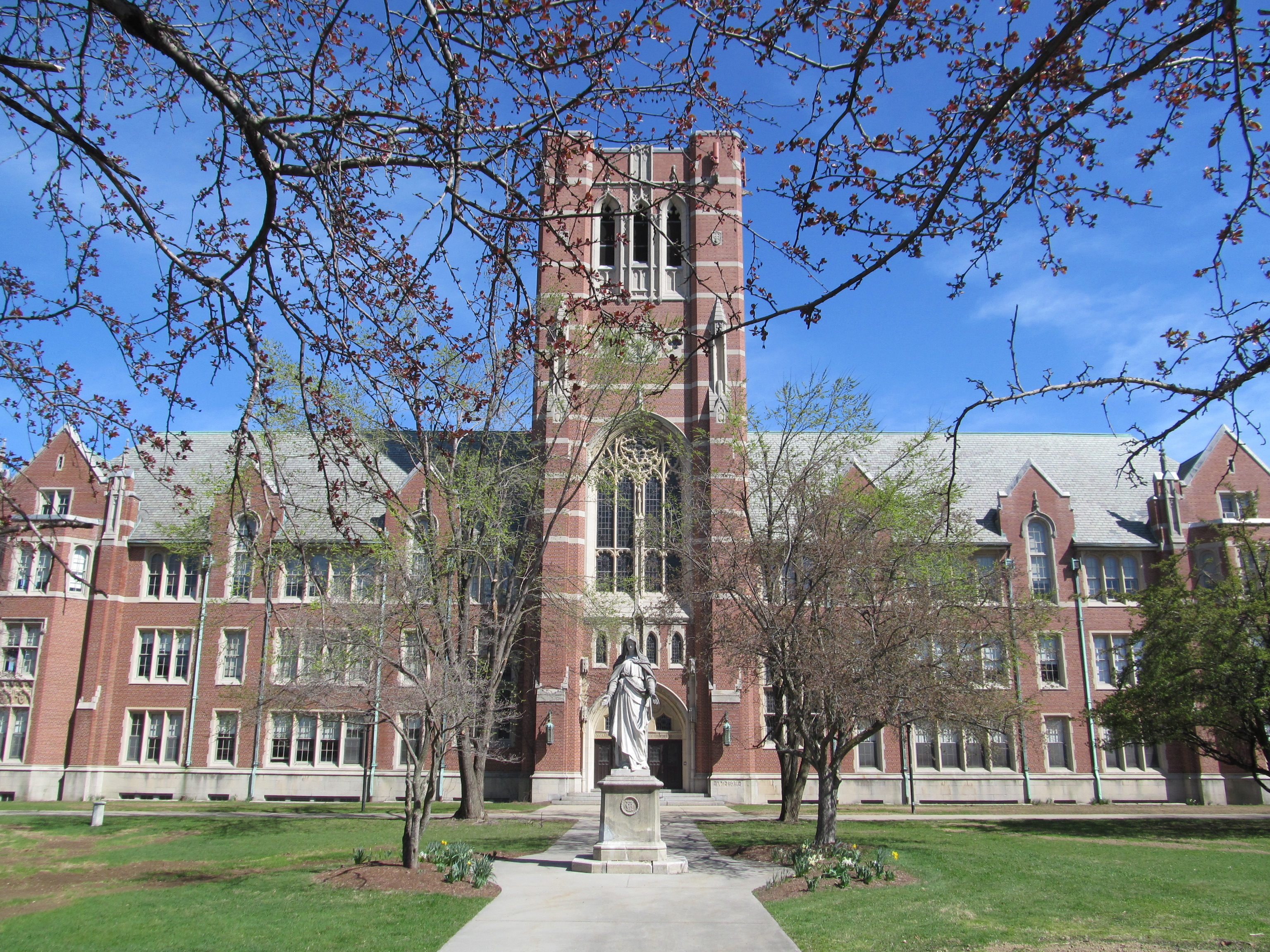
Elms College, Chicopee, Massachusetts (2012)

El papa Benet XV va nomenar monsenyor Thomas O'Leary de la diòcesi de Manchester com a nou bisbe de Springfield. Durant el seu mandat, va introduir els Passionistes i les Germanes de la Providència, va ampliar l'Hospital de la Misericòrdia a Springfield i va obrir 24 noves parròquies. El papa Pius XI, a l'octubre de 1923, va rebatejar la diòcesi de Springfield com a Diòcesi de Springfield a Massachusetts. Això era per evitar confusions amb la recentment erigida diòcesi de Springfield a Illinois.
El 1928, O'Leary va començar a planificar el nou Our Lady of the Elms College a Chicopee, que seria el primer college catòlic per a dones a l'oest de Massachusetts. O'Leary va morir el 1949.
Quan el papa Pius XII va erigir la diòcesi de Worcester el gener de 1950, va separar el comtat de Worcester de la diòcesi de Springfield a Massachusetts. Aquesta acció va establir el territori actual de la diòcesi de Springfield a Massachusetts. Aquell mateix mes, Pius XII va nomenar monsenyor Christopher Weldon de Nova York com a nou bisbe.

### De 1950 a 2004

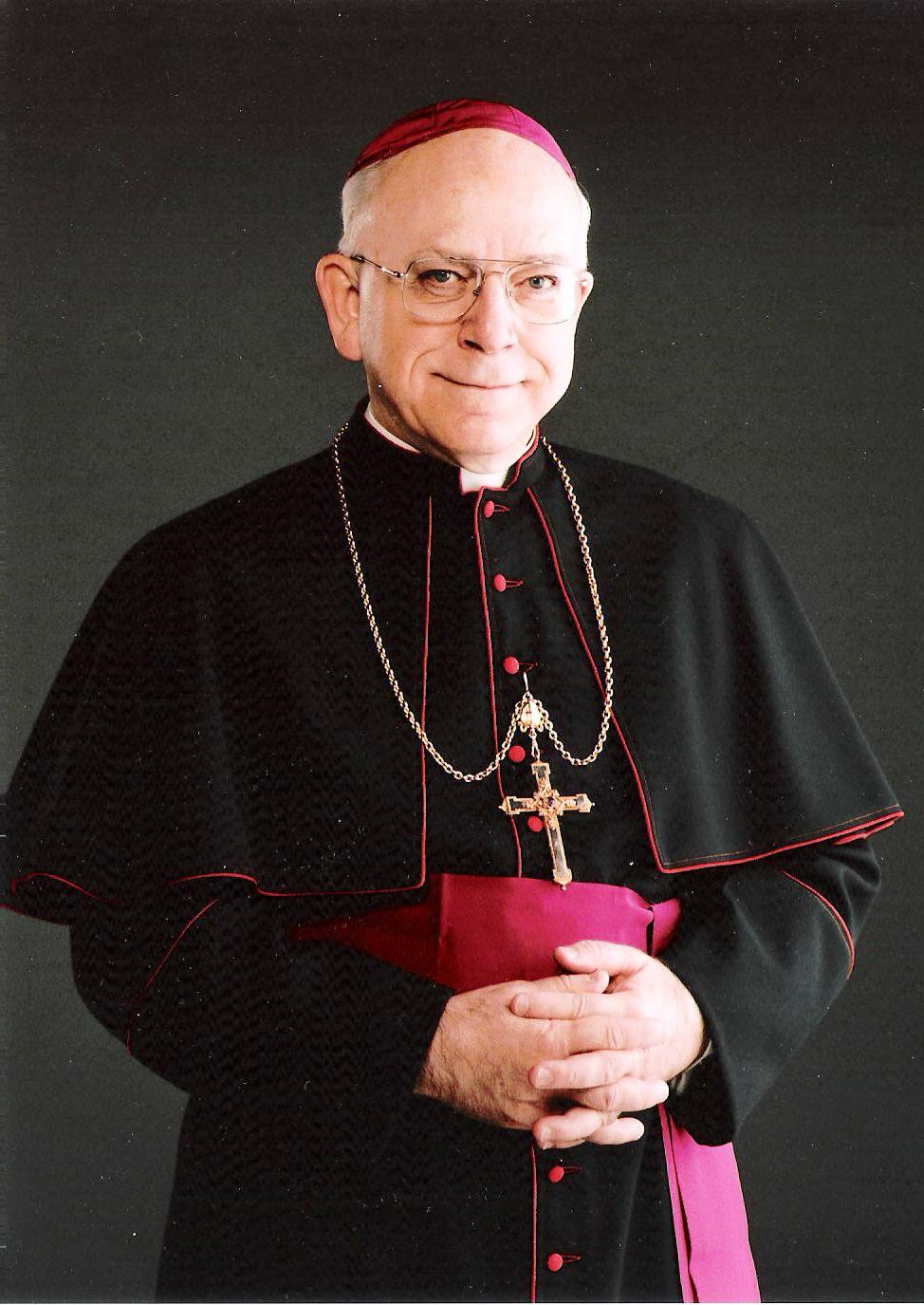
El bisbe Dupre (1990)

Durant el seu mandat, Weldon va supervisar la construcció de la Cathedral High School i de l'Our Lady of Lourdes School, ambdues a Springfield. Va afegir una ala a l'Hospital Farren Memorial de Montague, i va construir Mont Marie, la casa mare de les Germanes de Sant Josep de Springfield. Weldon va erigir 10 noves parròquies i va construir 11 noves esglésies i diversos centres parroquials. Va establir un centre per a l'apostolat hispà a Springfield i un diari diocesà el 1954. El bisbe auxiliar Joseph Maguire de Boston va ser nomenat bisbe coadjutor el 1976 pel Papa Pau VI per ajudar Weldon.
Quan Weldon es va jubilar el 1977, Maguire el va succeir automàticament com a següent bisbe. Com a bisbe, Maguire va crear un programa per formar diaques permanents per al servei parroquial. També va establir l'Apostolat per als Catòlics Negres. Va reclutar 300 membres laics de la diòcesi per visitar els malalts i discapacitats a casa o en institucions. Maguire es va jubilar el 1991.
El papa Joan Pau II va nomenar el bisbe John Marshall de la diòcesi de Burlington com el sisè bisbe de Springfield, Massachusetts, el 1992. Marshall va morir dos anys després; el papa va nomenar el bisbe auxiliar Thomas Dupré el 1995 com el següent bisbe de la diòcesi. Es va jubilar el 2004.

### Del 2004 fins al present
El 2004, Joan Pau II va nomenar bisbe auxiliar Timothy A. McDonnell de Nova York com a vuitè bisbe de Springfield, a Massachusetts.
El 13 de maig de 2004, McDonnell va liquidar un fons diocesà dissenyat per ajudar els sacerdots acusats de conducta sexual inapropiada. Dupré havia creat el fons a finals del 2003. La seva existència havia provocat un conflicte entre McDonnell i un dels seus sacerdots parroquials, James Scahill. Scahill havia estat retenint part de la recaptació parroquial per protestar pel suport continu de la diòcesi al reverend Richard Lavigne, un sacerdot condemnat per abús sexual infantil el 1992. Durant una acalorada discussió en una reunió del consell, McDonnell va acusar Scahill de dir-lo "lacai del Vaticà". Quan Scahill ho va negar, McDonnell va dir que era pitjor que Lavigne i el va expulsar de la reunió Scahill i McDonnell van reconciliar les seves diferències més tard. El 2010, s'havien tancat 65 esglésies, i 13 d'aquests edificis allotjaven noves congregacions creades per fusions. McDonnell va ser responsable de la majoria d'aquests tancaments parroquials. Es va jubilar el 2014.
El bisbe auxiliar Mitchell T. Rozanski de Baltimore va ser el següent bisbe de Springfield a Massachusetts, seleccionat pel Papa Francesc el 2014. La diòcesi va imposar restriccions el gener de 2019 als Esclaus de l'Immaculat Cor de Maria, una associació religiosa de Richmond. La disputa es va originar en la negativa dels Esclaus a acceptar la doctrina de l'església Extra Ecclesiam nulla salus ("fora de l'Església no hi ha salvació"). El grup va apel•lar les restriccions a la Congregació per a la Doctrina de la Fe del Vaticà, però la seva apel·lació va ser denegada el 2021.
El desembre de 2019, Rozanski va prohibir al Cor d'Homes Gais de Pioneer Valley cantar en un concert de nadales a la parròquia de Santa Teresa de Lisieux a South Hadley. Francesc va nomenar Rozanski arquebisbe de l'arxidiòcesi de Saint Louis el 2020. A partir del 2025, l'actual bisbe de la diòcesi de Springfield a Massachusetts és William Draper Byrne de l'arxidiòcesi de Washington, nomenat per Francesc el 2020.

### Casos d'abusos sexuals
El 1992, al reverend Richard Lavigne es va declarar culpable de dos càrrecs d'abús sexual infantil. Aviat es va convertir en sospitós de l'assassinat el 1972 de Danny Croteau, de 13 anys , el cos del qual va ser trobat flotant al riu Connecticut a Chicopee. Tanmateix, la policia mai va trobar proves suficients per acusar Lavigne de l'assassinat de Croteau. El maig de 2021, Lavigne, que estava morint, va admetre davant d'un detectiu de la Policia Estatal de Massachusetts que havia vist el cos de Croteau flotant riu avall, però va afirmar que no l'havia matat. Després de l'entrevista, els fiscals estaven preparats per acusar-lo, però Lavigne va morir l'endemà.
Un sacerdot anomenat Warren Savage va proposar sexe amb una dona que estava aconsellant, Nancy Dunn, prometent que el sexe podria curar el seu lesbianisme. Van començar a tenir relacions sexuals el 1995. Dunn es va queixar a una junta de revisió diocesana el 1997, que va acordar que era objectiu d'"explotació sexual" i va recomanar que Savage "fos destituït de les seves funcions sacerdotals i del treball parroquial immediatament". No obstant això, Warren Savage continua en el ministeri actiu a la Universitat Estatal de Westfield des del 2023. La diòcesi sosté que Dunn no era un "adult vulnerable" segons les seves normes sobre mala conducta sexual.
El 24 de setembre de 2004, el bisbe Dupré va ser acusat per un gran jurat del comtat de Hampden de dos càrrecs d'abús sexual infantil. Es va convertir en el primer bisbe catòlic acusat als Estats Units d'abús sexual. Tanmateix, el fiscal del districte de Springfield es va veure obligat a retirar els càrrecs perquè el termini de prescripció d'aquests delictes havia expirat.
El 2012, es va revelar que Maguire i Dupré havien aprovat un acord de 500.000 dòlars en un cas d'abús sexual. El demandant, Andrew Nicastro, va afirmar que va ser abusat sexualment quan era menor d'edat per Alfred F. Graves, un sacerdot diocesà, del 1982 al 1985. Segons la demanda, Maguire havia traslladat Graves a una altra parròquia després de rebre una acusació d'abús sexual contra Graves el 1976. La diòcesi va prohibir a Graves exercir el ministeri a la dècada del 1990 i va ser laïcitzat pel Vaticà el 2006.
El setembre de 2018, una junta de revisió diocesana va notificar al bisbe Rozanski que havia considerat creïble una acusació d'abús sexual per part del bisbe Weldon. La junta va citar un resident de Chicopee que va dir que Weldon havia abusat d'ell quan era un nen. Posteriorment, la junta es va dividir sobre el cas, i diversos membres van dir que la víctima no va anomenar Weldon directament, mentre que tres altres presents van sostenir que havien presenciat el contrari. El juny de 2019, Rozanski es va reunir amb la víctima i va dir que trobava les acusacions "profundament preocupants". El juny de 2020, una investigació del jutge jubilat del Tribunal Superior Peter A. Velis va trobar que l'afirmació de la víctima "era inequívocament creïble". Rozanski va demanar a Trinity Health de Nova Anglaterra que retirés el nom de Weldon del seu centre de rehabilitació a Montague. La diòcesi va desenterrar les restes de Weldon i les va traslladar a un lloc més apartat del cementiri. Rozanski va ordenar la retirada de totes les fotografies, monuments i altres mencions de Weldon de totes les instal•lacions diocesanes.
El febrer de 2019, una notícia va declarar que la diòcesi havia rebut 15 denúncies d'abús sexual el 2018. El 27 de maig de 2020, la diòcesi va formar un grup de treball independent per assessorar el bisbe sobre les denúncies d'abús sexual. El juny de 2020, una investigació independent va determinar que les denúncies contra Weldon eren creïbles.
Més tard, tant Weldon com Dupré van ser acusats d'haver perpetrat abús sexual d'una o més menors i d'haver encobert l'assassinat de Croteau per part de Lavigne.
Després d'esperar més de dues dècades, una dona que es va identificar com a víctima d'abús per part del clergat de la diòcesi va veure com el nom del seu abusador, el reverend Daniel Gill, s'afegia a l'inventari de sacerdots "acusats de manera creïble"; Gill havia servit en cinc esglésies dels comtats de Hampden i Berkshire.
El 2021, un exescolar de Chicopee va demandar la diòcesi, al•legant que havia encobert el seu abús sexual. El juliol de 2022, el Tribunal Suprem Judicial de Massachusetts va rebutjar la reclamació diocesana que l'església estava protegida per la immunitat caritativa i va denegar la seva moció de sobreseïment. El tribunal va basar aquesta decisió en l'argument que l'agressió sexual contra nens no "implica conducta relacionada amb una missió caritativa".
El 2022, la diòcesi va afrontar una altra demanda al Tribunal Superior de Hampden per part d'una dona de 84 anys de Chicopee per presumptes acusacions que el seu rector li va agafar les natges durant una missa el 2019. La demanda indicava que va fer una denúncia a l'orde franciscana i a la diòcesi, parlant amb Jeffrey Trant, director de l'Oficina d'Entorn Segur i Assistència a les Víctimes. No es van presentar càrrecs. La demanda al•legava agressió i lesions, inflicció de malestar emocional, supervisió negligent i contractació negligent de la diòcesi.
Del 2011 al 2019, l'església catòlica de Massachusetts va gastar més de 500.000 dòlars en pressió contra les lleis dissenyades per ajudar les víctimes d'abús sexual.

## Cronologia episcopal

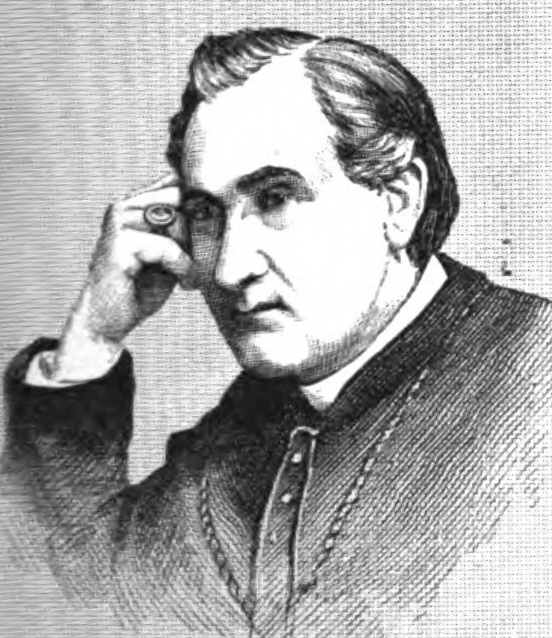
El bisbe O'Reilly (pre-1886)

- Patrick Thomas O'Reilly † (23 de juny de 1870 - 28 de maig de 1892 mort)
- Thomas Daniel Beaven † (9 d'agost de 1892 - 25 d'octubre de 1920 mort)
- Thomas Michael O'Leary † (16 de juny de 1921 - 10 d'octubre de 1949 mort)
- Christopher Joseph Weldon † (28 de gener de 1950 - 15 d'octubre de 1977 renuncià)
- Joseph Francis Maguire (15 d'octubre de 1977 - 27 de desembre de 1991 jubilat)
- John Aloysius Marshall † (27 de desembre de 1991 - 3 de juliol de 1994 mort)
- Thomas Ludger Dupré † (14 de març de 1995 - 11 de febrer de 2004 renuncià)
- Timothy Anthony McDonnell (9 de març de 2004 - 19 de juny de 2014 jubilat)
- Mitchell Thomas Rozanski (19 de juny de 2014 - 10 de juny de 2020 nomenato arquebisbe de Saint Louis)[40]
- William Draper Byrne, des del 14 d'octubre de 2020

## Estadístiques
A finals del 2022, la diòcesi comptava amb 160.000 batejats sobre una població de 826.188 persones, equivalent al 19,4% del total.
| any  | població | població | població | sacerdots | sacerdots       | sacerdots       | sacerdots             | diàques | religiosos | religiosos | parroquies |
| ---- | -------- | -------- | -------- | --------- | --------------- | --------------- | --------------------- | ------- | ---------- | ---------- | ---------- |
| any  | batejats | total    | %        | total     | clergat secular | clergat regular | batejats por sacerdot | diàques | homes      | dones      |            |
| 1950 | 285.000  | 600.000  | 47,5     | 424       | 291             | 133             | 672                   |         | 192        | 1.045      | 122        |
| 1966 | 382.497  | 729.581  | 52,4     | 485       | 323             | 162             | 788                   |         | 245        | 1.264      | 134        |
| 1968 | 386.086  | 242.808  | 159,0    | 443       | 293             | 150             | 871                   |         | 193        | 1.293      | 134        |
| 1976 | 355.608  | 800.000  | 44,5     | 399       | 272             | 127             | 891                   |         | 186        | 996        | 136        |
| 1980 | 352.949  | 791.642  | 44,6     | 370       | 249             | 121             | 953                   |         | 171        | 980        | 136        |
| 1990 | 318.238  | 851.000  | 37,4     | 309       | 229             | 80              | 1.029                 | 25      | 115        | 743        | 135        |
| 1999 | 288.967  | 800.500  | 36,1     | 252       | 203             | 49              | 1.146                 | 51      | 10         | 645        | 130        |
| 2000 | 275.648  | 800.000  | 34,5     | 233       | 181             | 52              | 1.183                 | 52      | 62         | 581        | 129        |
| 2001 | 275.899  | 729.195  | 37,8     | 215       | 174             | 41              | 1.283                 | 49      | 50         | 580        | 130        |
| 2002 | 262.748  | 792.195  | 33,2     | 209       | 169             | 40              | 1.257                 | 59      | 49         | 580        | 127        |
| 2003 | 251.311  | 790.000  | 31,8     | 195       | 165             | 30              | 1.288                 | 58      | 39         | 580        | 126        |
| 2004 | 240.730  | 800.000  | 30,1     | 198       | 163             | 35              | 1.215                 | 57      | 44         | 570        | 124        |
| 2010 | 243.306  | 852.077  | 28,6     | 187       | 153             | 34              | 1.301                 | 78      | 48         | 427        | 85         |
| 2014 | 250.600  | 877.500  | 28,6     | 177       | 140             | 37              | 1.415                 | 87      | 50         | 333        | 81         |
| 2017 | 200.900  | 824.161  | 24,4     | 167       | 133             | 34              | 1.202                 | 177     | 49         | 312        | 80         |
| 2020 | 164.799  | 833.815  | 19,8     | 187       | 129             | 58              | 881                   | 106     | 66         | 248        | 77         |
| 2022 | 160.000  | 826.188  | 19,4     | 180       | 121             | 59              | 888                   | 99      | 81         | 312        | 77         |